# Stelvio Massi
Stelvio Massi (Civitanova Marche, 26 marzo 1929 – Velletri, 26 marzo 2004) è stato un regista, direttore della fotografia e sceneggiatore italiano.

## Biografia

### Carriera
Considerato uno dei registi più rappresentativi del poliziesco italiano, Massi studiò Architettura all'Accademia di Belle Arti di Roma, abbandonandola per entrare nel mondo del cinema. Iniziò a lavorare come aiuto architetto, quindi fu aiuto operatore di macchina e operatore. In seguito divenne direttore della fotografia, lavorando in questo ruolo in una quarantina di film. Fu operatore alla macchina con Vittorio Cottafavi, Carlo Ludovico Bragaglia, Steno (Totò diabolicus), oltre a realizzare sei film in troupe con Sergio Corbucci (tra cui I due marescialli) e a più riprese direttore della fotografia a fianco di Ettore Maria Fizzarotti nei “musicarelli” con Gianni Morandi e Nino Taranto, nonché di Pietro Germi in Sedotta e abbandonata (come seconda unità di riprese).
Nel 1974 diresse tre film: Squadra volante, il suo primo poliziesco, interpretato da Tomas Milian, Macrò - Giuda uccide il venerdì e 5 donne per l'assassino. Nel 1975 iniziò la serie Mark il poliziotto, con protagonista Franco Gasparri. La serie comprende anche Mark il poliziotto spara per primo e Mark colpisce ancora. Nel 1977 tornò a dirigere Milian in La banda del trucido, secondo film della serie di Er Monnezza, iniziata da Umberto Lenzi nel 1976.
Tra il 1977 e il 1980 Massi stabilì una fortunata collaborazione con l'attore Maurizio Merli, che il regista diresse in sei film di successo. Nel 1978 girò il film Un poliziotto scomodo, per metà a Civitanova Marche, sua città natale per renderle omaggio. Nei primi anni ottanta, che segnavano la fine del periodo d'oro del poliziesco italiano, Massi diresse Mario Merola in due sceneggiate, Torna e Guapparia, quindi diresse Fabio Testi in due film sulle corse di moto e auto, Speed Cross e Speed Driver. Nel 1988 diresse anche il mondo movie Mondo cane oggi - L'orrore continua. Nel 1994 diresse il suo ultimo film, Il quinto giorno. 

### Morte
Morì il 26 marzo 2004, nel giorno del suo settantacinquesimo compleanno. Da giorni era ricoverato in una clinica di Velletri.

## Vita privata
Era padre del regista Danilo Massi.

## Filmografia

### Regista
- 5 donne per l'assassino (1974)
- Macrò - Giuda uccide il venerdì (1974)
- Squadra volante (1974)
- Mark il poliziotto (1975)
- Mark il poliziotto spara per primo (1975)
- La legge violenta della squadra anticrimine (1976)
- Mark colpisce ancora (1976)
- Il conto è chiuso (1976)
- La banda del trucido (1977)
- Poliziotto sprint (1977)
- Poliziotto senza paura (1978)
- Il commissario di ferro (1978)
- Un poliziotto scomodo (1978)
- Speed Cross (1979)
- Sbirro, la tua legge è lenta... la mia... no! (1979)
- Speed Driver (1980)
- Poliziotto - Solitudine e rabbia (1980)
- Torna (1984)
- Guapparia (1984)
- Mondo cane oggi - L'orrore continua (1985)
- Due assi per un turbo – serie TV, 5 episodi (1987)
- Eroi dell'inferno (1987)
- The Black Cobra (1987)
- Taxi Killer (1988)
- Mondo cane 2000 - L'incredibile (1988)
- Droga sterco di Dio (1989)
- Arabella l'angelo nero (1989)
- L'urlo della verità (1992)
- Alto rischio (1993)
- La pista bulgara (1994)
- Il quinto giorno (1994)

### Direttore della fotografia
- Genoveffa di Brabante, regia di José Luis Monter (1964)
- Per il gusto di uccidere, regia di Tonino Valerii (1966)
- 15 forche per un assassino, regia di Nunzio Malasomma (1967)
- Rapporto Fuller, base Stoccolma, regia di Sergio Grieco (1968)
- L'arcangelo, regia di Giorgio Capitani (1969)
- Il prezzo del potere, regia di Tonino Valerii (1969)
- Gradiva, regia di Giorgio Albertazzi (1970)
- C'è Sartana... vendi la pistola e comprati la bara!, regia di Giuliano Carnimeo (1970)
- Buon funerale amigos!... paga Sartana, regia di Giuliano Carnimeo (1970)
- Testa t'ammazzo, croce... sei morto - Mi chiamano Alleluja, regia di Giuliano Carnimeo (1971)
- Gli fumavano le Colt... lo chiamavano Camposanto, regia di Giuliano Carnimeo (1971)
- Il sergente Klems, regia di Sergio Grieco (1971)
- Forza "G", regia di Duccio Tessari (1972)
- Il West ti va stretto, amico... è arrivato Alleluja, regia di Giuliano Carnimeo (1972)
- Lo chiamavano Tresette... giocava sempre col morto, regia di Giuliano Carnimeo (1973)
- Giovannona Coscialunga disonorata con onore, regia di Sergio Martino (1973)